# Mohamed Al-Deayea
Mohamed Abdullaziz Al-Deayea (født 2. august 1972) er en saudiarabisk tidligere professionel fodboldspiller, som spillede som målmand i løbet af sin karriere. Han holder rekorden for flest landskampe for Saudi-Arabiens landshold nogensinde.